# Deggendorf (huyện)
Deggendorf là một huyện ở bang Bayern, Đức. Huyện này giáp các huyện (từ phía bắc theo chiều kim đồng hồ): Regen, Freyung-Grafenau, Passau, Rottal-Inn, Dingolfing-Landau và Straubing-Bogen.

## Lịch sử
Huyện đã được lập năm 1936. Sau đó có một số thay đổi nhỏ về địa giới vào năm 1972.

## Địa lý
Sông Danube chảy qua huyện từ tây sang đông, chia huyện ra hai phần bằng nhau. Phía bắc của sông Danube là rừng Bayern còn phía nam là vùng đồng bằng thôn quê. Sông Isar chảy vào huyện ở phía nam và gặp sông Danube gần ttành phố Deggendorf.

## Thị xã và đô thị
| Thị xã                                   | Đô thị | |
| ---------------------------------------- | --- | --- |
| 1. Deggendorf 2. Osterhofen 3. Plattling | 1. Aholming 2. Auerbach 3. Außernzell 4. Bernried 5. Buchhofen 6. Grafling 7. Grattersdorf 8. Hengersberg 9. Hunding 10. Iggensbach 11. Künzing | 1. Lalling 2. Metten 3. Moos 4. Niederalteich 5. Oberpöring 6. Offenberg 7. Otzing 8. Schaufling 9. Schöllnach 10. Stephansposching 11. Wallerfing 12. Winzer |